# Antonio López de Córdoba
Antonio López de Córdoba (Priego, 12 de desembre de 1799 - 15 de març de 1854) fou un arabista espanyol, membre de la Reial Acadèmia de la Història.

## Biografia
Va anar a estudiar als Reials Estudis de San Isidro de Madrid, on als 15 anys ja va aprendre àrab. Això li va valdre que el 1818 fos nomenat Jove de Llengües a l'ambaixada espanyola a Constantinobla. Allí va aprendre també turc i va fer informes sobre la història i relacions diplomàtiques de l'Imperi Otomà. En 1820 hi és nomenat segon intèrpret i el 1824 secretari intèrpret. En 1827 va prendre part en les negociacions entre Espanya i l'Imperi Otomà que van permetre la navegació naval espanyola al mar Negre. L'abril de 1828 va ser nomenat Secretari de la Delegació Espanyola i va rebre la Gran Creu de l'Orde de Carles III i el nomenament de cavaller de l'Orde del Sant Sepulcre de Jerusalem.
En 1830 fou nomenat Secretari de la Delegació a Lisboa, i li fou concedida l'Orde de Crist i l'Orde de la Immaculada Concepció de Vila Viçosa. En 1833 fou nomenat Secretari de Delegació i Encarregat de Negocis a Londres, i gràcies a les seves gestions fou guardonat amb l'Encomana de l'Orde d'Isabel la Catòlica.
En 1833 fou nomenat encarregat de negocis i més tard ministre plenipotenciari (de fet, ambaixador) a l'Imperi Otomà, càrrec que va desenvolupar fins al 1847. En 1842 va fer un informe sobre la retirada egípcia de Síria on recomanava al govern espanyol no intervenir a la zona per la seva inestabilitat i l'interès franco-britànic. Va rebre de l'emperador Gran creu de l'Orde de Distinció (Nishan Imtiaz, Imperi Otomà).
Un cop tornat a Espanya, en 1847 fou nomenat acadèmic de la Reial Acadèmia de la Història, conseller del regne i el 1849 senador vitalici. En 1853 fou nomenat Comissari dels límits entre Espanya i França. Va morir d'una malaltia pulmonar el 15 de març de 1854 a la Sacramental de San Justo.